# نزاع الغاز الأوكراني الروسي 2005-06

خطوط أنابيب الغاز الطبيعي من روسيا إلى أوروبا

نزاع الغاز الأوكراني الروسي 2005-06 كانت بين شركة النفط والغاز التي تسيطر عليها الدولة الأوكرانية نافتوجاز ومورد الغاز الوطني الروسي غازبروم. تعلقت الخلافات بإمدادات الغاز الطبيعي وأسعاره وديونه. بدأ الصراع في مارس 2005 وانتهى في يناير 2006، وإلى جانب شركات الغاز شارك فيه سياسيون من كلا البلدين.
بدأ الصراع عندما زعمت روسيا أن أوكرانيا لا تدفع ثمن الغاز وأنها تحول الغاز المتجه من روسيا إلى الاتحاد الأوروبي من خطوط الأنابيب التي تعبر البلاد. نفى المسؤولون الأوكرانيون في البداية الاتهام الأخير، لكن نافتوجاز اعترفت لاحقًا بأنها استخدمت بعض الغاز المخصص لدول أوروبية أخرى للاحتياجات المحلية. بلغ النزاع ذروته في 1 يناير 2006 عندما قطعت روسيا الإمدادات. وأثّر قطع إمدادات الغاز للدول الأوروبية التي تعتمد على الغاز الطبيعي الروسي. في 4 يناير 2006 تم التوصل إلى اتفاق مبدئي بين أوكرانيا وروسيا، وعاد الإمداد وهدأ الوضع.

## اتفاق إنهاء النزاع
في 4 يناير أنهت روسيا وأوكرانيا النزاع. تم توقيع عقد لمدة خمس سنوات، على الرغم من تحديد الأسعار لمدة ستة أشهر فقط. وفقًا للعقد لم يتم بيع الغاز مباشرة إلى نافتوجاز، ولكن إلى روس أوكر إنيرجو التي دفعت 230 دولارًا لكل 1000 متر مكعب. بعد مزجه مع ثلثي الإمدادات الأرخص ثمناً من آسيا الوسطى، أعادت شركة روس أوكر إنيرجو بيعها إلى أوكرانيا بسعر 95 دولارًا لكل 1000 متر مكعب. كما اتفق الطرفان على رفع تعريفة العبور من 1.09 دولار أمريكي إلى 1.60 دولار أمريكي لكل 1000 متر مكعب لكل 100 كيلومتر. هذا السعر ينطبق أيضًا على نقل الغاز التركماني عبر روسيا إلى أوكرانيا.
اضطرت الشركة إلى شراء 16 مليار متر مكعب (570 مليار قدم مكعب) من روسيا بسعر 230 دولارًا لكل 1000 متر مكعب، و40 مليار متر مكعب (1.4 تريليون قدم مكعب) من تركمانستان وكازاخستان بسعر 60-65 دولارًا لكل 1000 متر مكعب، و ثم بيعها إلى أوكرانيا بسعر 95 دولارًا لكل 1000 متر مكعب. إلى جانب ذلك اضطرت شركة روس أوكر إنيرجو إلى نقل 40 مليار متر مكعب (1.4 تريليون قدم مكعب) من تركمانستان إلى أوكرانيا بسعر 1.60 دولارًا أمريكيًا لكل 1000 متر مكعب لكل 100 كيلومتر، أو 1،920 مليون دولار أمريكي. يصبح إجمالي المصروفات 2500 دولار أمريكي + 3800 دولار أمريكي + 1.920 مليون دولار أمريكي، أو 8.2 مليار دولار أمريكي. عائدات بيع الغاز تبلغ 5.5 مليار دولار فقط.